# 柳韓キンバリー
柳韓キンバリー（ユーハン・キンバリー、朝鮮語: 유한킴벌리、英語: Yuhan Kimberly,Ltd.）は、大韓民国の衛生用品、乳児用品などの消費財製造会社。柳韓洋行とキンバリークラークの4対6の持分比率での合弁により、1970年3月30日に設立された。1998年には、キンバリークラークが柳韓洋行から持分の10%を買収し、合計70%の持分を保有するようになっている。

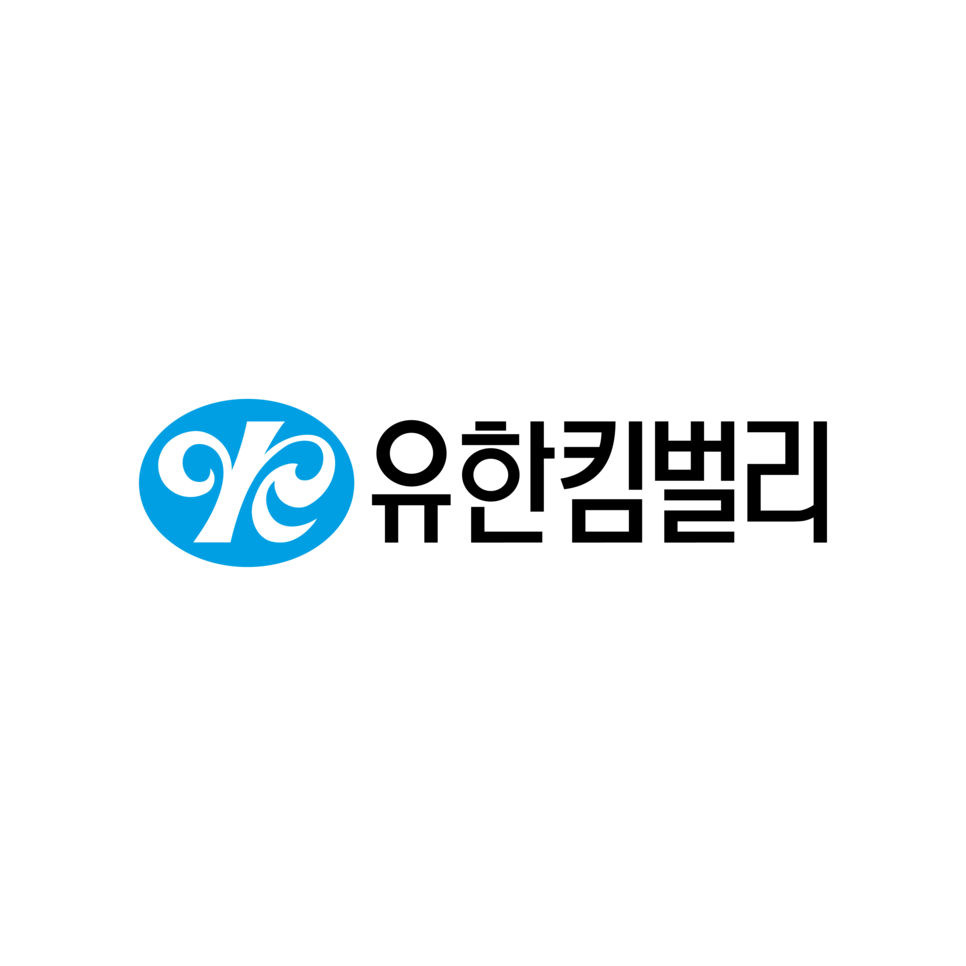
柳韓キンバリーのロゴ

## 沿革
- 1970年3月 - 柳韓キンバリー会社設立
- 1971年1月 - 韓国で初めて、コテックス（英語版）（生理用品）発売
- 1971年5月 - 韓国で初めて、クリネックス（ティッシュペーパー）発売
- 1974年8月 - 韓国で初めて、ポピー（トイレットペーパー）発売
- 1978年3月 - 輸出寄与功労として「商工の日 (상공의 날)」大統領表彰を受ける
- 1980年3月 - 使い捨ておむつ「クリンべべ (크린베베')」発売、金泉市に工場竣工
- 1981年7月 - クリネックス・キッチンタオルおよび紙ナプキン発売
- 1983年10月 - パンツ型使い捨ておむつ「ハギーズ (Huggies)」発売
- 1984年12月 - 「우리강산푸르게（私たちの山河を青く）」キャンペーン、テレビ広告開始
- 1995年10月3日 - P&Gの生理用品「ウィスパー」に対し「コテックス」が劣勢となり、新しい生理用品ブランド「ホワイト」を発売
- 1995年11月4日、韓国で初めて、化粧水用ティッシュ「クリネックス・ウルトラ」発売

## 最近の動向
柳韓キンバリーは、4班2交代と時差出退勤制、現場出退勤制など柔軟で弾力的な勤務制度を実行しており、2014年にソウル特別市から家族親和型企業（가족 친화형 기업）に選定された。